# Runebrev
Et runebrev er et sammenfoldet blyplade på ca.3,5 til 6 cm. og  har en minuskelindskrift på indersiden, og ingen spor af tekst på ydersiden.
Navnet skyldes sikkert at minuskeler kan minde  svagt om runer. Runebrev kan dateres til middelalderen, ca. 1100-1400.